# 夏家河站
夏家河站是位于辽宁省大连市甘井子区革镇堡街道的已关闭铁路车站，邮政编码116033。车站建于1907年，有旅顺支线经过该站。现该站已经取消，变为住家。距离周水子站12公里，离旅顺站40公里。隶属中国铁路沈阳局集团管辖。
1. ↑  铁道部电子计算技术中心, 铁道部运输局. . 北京: 中国铁道出版社. 1998: 131. ISBN 9787113030995.